# Dryden (Nowy Jork)
Dryden – miasto w Stanach Zjednoczonych, w stanie Nowy Jork, w hrabstwie Tompkins.